# Quenemo
Quenemo – miasto w Stanach Zjednoczonych, w stanie Kansas, w hrabstwie Osage.